# Darren Naish

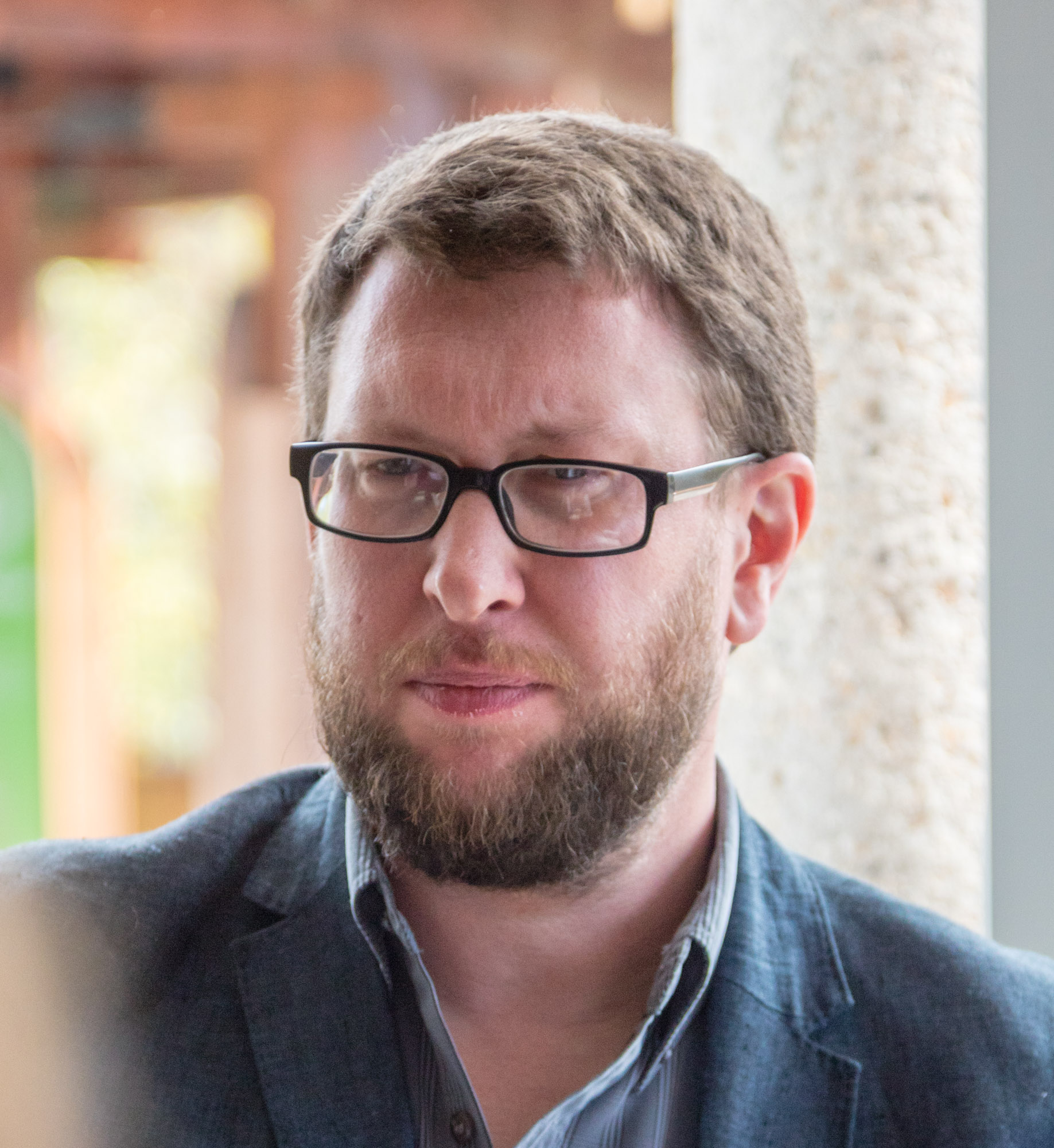
Darren Naish auf der TetZooCon im Jahr 2016

Darren William Naish (* 26. September 1975) ist ein britischer Paläontologe, Sachbuchautor und Wissenschaftskommunikator für Wirbeltiere.
Als Forscher ist er vor allem für seine Arbeiten zur Beschreibung und Neubewertung von Dinosauriern und mesozoischen Reptilien bekannt, darunter Eotyrannus, Xenoposeidon sowie zur Familie Azhdarchidae. Ein Großteil seiner Forschung konzentrierte sich auf Fossilien der Wealden-Gruppe von der Isle of Wight.
Naish ist Betreiber des Wirbeltierpaläozoologie-Blogs Tetrapod Zoology und er hat mehrere populärwissenschaftliche Bücher geschrieben. Er tritt auch häufig in den Medien auf und ist wissenschaftlicher Berater für Film, Fernsehen, Museen und Ausstellungen. Naish ist auch für seinen Skeptizismus und seine Arbeit bekannt, mit der er die Sichtungen und den Glauben an Kryptozoologie und Seeungeheuer aus einer wissenschaftlichen Perspektive untersucht.

## Leben
Naish erwarb einen Bachelor-Abschluss in Geologie an der University of Southampton und studierte später Wirbeltierpaläontologie unter dem britischen Paläontologen David Martill an der University of Portsmouth, wo er 1999 mit der Arbeit Studies on Wealden Group theropods: an investigation into the historical taxonomy and phylogenetic affinities of new and previously neglected specimens einen Master-Abschluss der Philosophie erhielt und im Jahr 2006 mit der Dissertation The osteology and affinities of Eotyrannus lengi and Lower Cretaceous theropod dinosaurs from England zum Ph.D. promoviert wurde.
Obwohl Naish seine Forschungskarriere in der Paläontologie zunächst mit der Absicht begann, sich mit fossilen Meeresreptilien zu beschäftigen, schrieb er seine Doktorarbeit über den basalen Tyrannosaurus-Verwandten Eotyrannus, einen Dinosaurier, den er zusammen mit Steve Hutt und Kollegen 2001 benannte. Er hat Artikel über die Theropoden der Wealden-Gruppe, namentlich Thecocoelurus, Calamospondylus und Aristosuchus veröffentlicht. Mit Martill und Eberhard Frey benannte er ein neues, illegal erworbenes brasilianisches Theropoden-Fossil Mirischia aus der Familie Compsognathidae.
Im Jahr 2004 analysierten Naish und Gareth Dyke das umstrittene rumänische Fossil Heptasteornis neu. Von anderen Autoren für eine riesige Eule, einen Troodontiden oder einen Dromaeosauriden gehalten, argumentierten Naish und Dyke, dass es sich um einen Alvarezsauriden handelt, und als solcher das erste Mitglied dieser Gruppe repräsentiert, das in Europa gefunden wurde. Seitdem wurden weitere Fragmente von europäischen Alvarezsauriden gemeldet.
Naish hat auch Arbeiten über sauropode Dinosaurier, Pterosaurier, fossile Meeresreptilien, Schildkröten, Meeressäuger und andere fossile Wirbeltiere veröffentlicht, und er hat auch Artikel über andere Aspekte der Zoologie verfasst. In den 1990er Jahren veröffentlichte er eine Reihe von Artikeln über wenig bekannte Wale und 2004 einen Übersichtsartikel über den neuseeländischen Riesengecko Hoplodactylus delcourti.
Im Jahr 2004 beschrieben Naish und Kollegen einen riesigen sauropoden Dinosaurier von der Isle of Wight, bei dem eine Verwandtschaft mit dem nordamerikanischen Brachiosaurus vermutet und der informell als Angloposeidon bezeichnet wird. Vor der Beschreibung des Turiasaurus aus Spanien im Jahr 2006 war dies der größte aus Europa bekannte Dinosaurier. Im Jahr 2005 war er Mitautor der Beschreibung der neuen kreidezeitlichen Schildkröte Araripemys arturi, und 2006 veröffentlichte er zusammen mit David Martill eine Revision der südamerikanischen Kurzschwanzflugsaurier Tupuxuara und Thalassodromeus. In den Jahren 2007 und 2008 veröffentlichten Naish und Martill eine umfassende Revision der britischen Dinosaurier; Naish veröffentlichte auch eine Arbeit mit Barbara Sánchez-Hernández und Michael J. Benton über die Wirbeltierfossilien von Galve in Spanien. Diese Fossilien sind insofern von Bedeutung, als sie istiodactylide Flugsaurier, Heterodontosauriden und Spinosauriden enthalten.
Im Jahr 2007 beschrieb Naish gemeinsam mit dem in Portsmouth ansässigen Paläontologen Mike P. Taylor den neuen Sauropoden Xenoposeidon. 2008 veröffentlichte er zusammen mit Mark Witton eine Bewertung der Azhdarchiden, in der sie argumentierten, dass diese Gruppe storchen- oder hornvogelähnliche Generalisten repräsentierte, die in verschiedenen Umgebungen nach Kleintieren und Aas suchten. Zusammen mit seinen Kollegen Mike P. Taylor und Matt Wedel veröffentlichte er 2008 eine Arbeit über die Halshaltung von Sauropoden. Im Jahr 2010 veröffentlichte Naish eine Arbeit über die theoretischen Schwimmfähigkeiten von Giraffen. Im Jahr 2011 veröffentlichten Dave Hone, Naish und Innes C. Cuthill eine Arbeit über die gegenseitige Selektion bei Dinosauriern und Pterosauriern. Im Jahr 2013 beschrieb Naish Vectidraco daisymorrisae, einen kleinen azhdarchoiden Pterosaurier von der Isle of Wight. Ebenfalls im Jahr 2013 veröffentlichten Naish und Witton einen Folgeartikel zu ihrer 2008 erschienenen Arbeit über terrestrisches Stelzen bei azhdarchiden Pterosauriern. 2015 publizierten Naish und Kollegen über ein neues, noch unbenanntes Pterosaurier-Taxon aus Siebenbürgen. 2022 berichtete er über die größte bisher in Europa gefundene Raubsaurierart aus der Familie der Spinosauriden.

## Veröffentlichungen

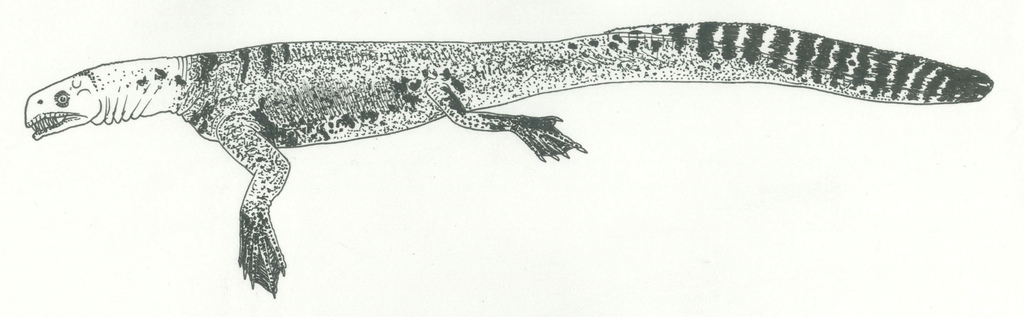
Illustration des prähistorischen Meeresreptils Helveticosaurus von Naish

Naish hat eine Reihe populärwissenschaftliche Bücher über prähistorische Tiere veröffentlicht, darunter im Jahr 2016 das Werk Dinosaurs: How They Lived and Evolved in Zusammenarbeit mit Paul Barrett vom Natural History Museum sowie im Jahr 2018 das Jugendbuch Dinosaur Record Breakers (erschienen bei Carlton Kids),, im Jahr 2003 Encyclopedia of Dinosaurs and Prehistoric Life im Verlag Dorling Kindersley (mit David Lambert und Elizabeth Wyse), im Jahr 2001 mit David Martill das Werk Dinosaurs of the Isle of Wight, das von der Palaeontological Association herausgegeben wird, und die hochgelobte BBC-Veröffentlichung Walking with Dinosaurs: The Evidence (2000, mit David Martill), das Begleitbuch zur Fernsehserie Walking with Dinosaurs. 2010 veröffentlichte er The Great Dinosaur Discoveries als Alleinautor.
Im Jahr 2012 veröffentlichte er zusammen mit John Conway und C. M. Kösemen All Yesterdays. Es behandelt die paläontologische Rekonstruktion von Dinosauriern, indem es die gleiche Methode auf Tierskelette von lebenden Tieren anwendet.
2017 veröffentlichte Naish Evolution in Minutes ein Buch, das grundlegende Fragen zum Thema Evolution durch eine Sammlung von Mini-Essays beantwortet.
Im Jahr 2021 veröffentlichte er Dinopedia: A Brief Compendium of Dinosaur Lore ein Buch, das eine Vielzahl von Themen abdeckt, die von allgemeinen Konzepten der Dinosaurieranatomie, Dinosauriergruppen, bedeutenden Menschen, Orten usw. reichen.
2023 erschien sein Buch Ancient Sea Reptiles Plesiosaurs, Ichthyosaurs, Mosasaurs & More.
Naish hat auch mehrere Bücher über Kryptozoologie veröffentlicht, darunter Hunting Monsters: Cryptozoology and the Reality Behind the Myths und Cryptozoologicon: Volume I mit John Conway und C. M. Kösemen.
Sein Name ist auch mit mehreren Kinderbüchern über prähistorische Tiere verbunden. Naish ist Mitherausgeber der Zeitschrift Cretaceous Research und war auch Mitglied des Redaktionsausschusses der Zeitschrift The Cryptozoology Review. Er ist regelmäßiger Buchrezensent für die Palaeontological Association.
Naish hat viele der Illustrationen in seinen Werken selbst gestaltet.

## Medien-Engagement
Naish ist häufig im britischen Fernsehen aufgetreten, unter anderem in BBC News 24, Channel 4s Sunday Brunch, Richard & Judy, Live from Dinosaur Island sowie in der Dokumentation How to build a dinosaur. In den späten 1990er Jahren trat er in einer Channel-4-Diskussionssendung über Kryptozoologie auf, die von dem Journalisten Jon Ronson moderiert wurde. Über Naishs Forschungen zum riesigen Isle of Wight-Sauropoden Angloposeidon, zum Flugsaurier Tupuxuara und zum Sauropoden Xenoposeidon wurde in den Medien ausführlich berichtet, sowie seine Forschungsarbeit über schwimmende Giraffen.
Naish war wissenschaftlicher Berater für Impossible Pictures, für die im Jahr 2020 ausgestrahlte Netflix-Serie Alien Worlds und für die Apple TV+-Serie Ein Planet vor unserer Zeit in den Jahren 2022 und 2023.
Naish wirkte in mehreren Berichten über sogenannte mysteriöse Kadaver mit, darunter über das Montauk-Monster, dem Chupacabra, der Bestie von Exmoor sowie einen russischen Mystery-Monster-Kadaver. Er betont die Auswirkungen der Taphonomie bei der Unkenntlichmachung bekannter Tiere.
Zu den Büchern von Naish, die in den Medien viel Beachtung fanden, gehörte das Cryptozoologicon und All Yesterdays
Im September 2022 sprach Naish auf dem 77. Wissenschaftsgipfel der Vereinten Nationen.

## Dedikationsnamen
2017 wurde die fossile Fischart Scalacurvichthys naishi aus der Ordnung Pycnodontiformes nach Naish benannt.